# 奇幻同學會
《奇幻同學會》（英語：See You Again），是一部於2016年上映的校園愛情電影。由庹宗華、楊安立、李興文、王彩樺、吳帆、林健寰、宮哲、丁力祺、王睿、鄭靚歆領銜主演。台灣於2016年3月25日上映。

## 劇情簡介
描述一群高中畢業二十多年的同班同學，因為師母的提議，舉辦一場同學會。

## 演員陣容
| 演員姓名 | 角色名稱 | 介紹 |
| 庹宗華   | 柯老師   | 高三實驗班的班導師，在學校教的是化學，也熱愛運動，結婚多年卻膝下無子，於是把學生們當作自己的孩子般愛護教導，和學生們打成一片，是學生們心目中最愛戴的終身老師，沒想到在退休多年後，一個突如其來的意外讓他大受打擊。 |
| 楊安立   | 柯師母   | 柯老師的妻子，不忍見丈夫消極，柯師母決定委託古俊龍，進行一項同學會的奇幻任務。 |
| 李興文   | 章文慶   | 高三實驗班的班長，長相帥氣功課佳，是班上的風雲人物，和瑀彤是當年班上人人稱羨的班對，然而在兩人交往後因為一場意外的誤會，讓瑀彤不諒解文慶而和其斷了聯繫，文慶後來也另組家庭，有了穩定的事業，但看似風光的人生勝利組，文慶其實有著說不出口的秘密，以及對於瑀彤當年的遺憾和抱歉。這趟奇幻同學會之旅，同時也是他重新檢視自己青春歲月的一趟旅程，究竟他能不能再次見到瑀彤？這趟旅程又將如何重新扭轉他的人生？ |
| 王彩樺   | 何鈺慈   | 愛打扮極力想掩飾嘴角大痣，家境優渥，聰明任性，留學美國，後來定居大陸，現有一個小自己19歲的年輕老公。高中時代由於外型不佳，雖也喜歡文慶卻未獲青睞，立志要讓大家刮目相看，因而在大學時做了件蠢事，間接破壞了文慶和瑀彤的感情。 |
| 吳帆     | 方進福   | 有遺傳腸躁症,因為考試緊張大便在褲子上。 |
| 林健寰   | 陳俊彥   | 古俊龍的表弟，從國小到高中同班，高中時期跟表哥暗戀同一位女生 |
| 宮哲     | 黃瑀彤   | 文慶女朋友，因為了二十年前一場誤會斷了聯繫 |
| 丁力祺   | 古俊龍   | 活潑開朗憨厚的上班族，因為柯老師師母的請求，而以辦同學會的方式招集大家，其實是要替柯老師舉辦一場特別的……？這次他帶著17歲剛自殺被救回的女兒同行，這同時也是他們父女倆修補感情的機會，他該如何把握、如何面對？ |
| 王睿     | 黃宇盈   | 何鈺慈的老公，28歲大陸人，為人樂觀海派、不計小節、擅長交際，在陪著老婆尋找同學的旅程中，常常主動找著話題想融入大家，卻常常弄巧成拙變成白目鬼，搞得大家哭笑不得，是這趟旅程中充滿喜感的開心果。 |
| 鄭靚歆   | 阿sam    | 古俊龍的女兒，愛做中性打扮，個性直來直往、說話口無遮攔、毫無分寸，在這趟旅程中往往讓眾人冒出一身冷汗，其實背後原因是因為在車禍中失去了男友而意圖自殺情緒低落，因此意外和父親古俊龍踏上了這群中年大叔阿姨的奇幻旅程。 |

### 其他演員
| 角色名稱 | 演員姓名 | 介紹 |
| 陳心瑩   |          |      |

## 電影歌曲
| 曲別   | 歌名       | 演唱者 | 作詞       | 作曲       | 混音師                                      | 製作人         |
| 主題曲 | 你是最好的 | 馬蹄幫 | 太子、達爾 | 馬蹄、太子 | 陳帥印 (西圖錄音室) 施嘯天 (擎天信使錄音室) | 迪克牛仔 &馬蹄 |

## 拍攝地點
該片於台中市多處拍攝，包括：光復新村、青年高中、麗水派出所、台中日光溫泉會館等等。臺中市政府也給予該片相關拍攝支援。

## 工作人員
- 監製：
- 製作人：
- 導演：林清介、傅睿邨
- 編劇：
- 製作公司：新龍介多媒體股份有限公司
- 發行公司：

## 拍攝場景
- 臺中市私立青年高級中學
- 光復新村
- 台中日光溫泉會館
- 中興大學

## 票房
- 台北票房 107萬
  - 資料來源：開眼電影網上《奇幻同學會》的資料（繁體中文）

## 外部連結
- 奇幻同學會的Facebook專頁
- 豆瓣电影上《奇幻同學會》的資料 （简体中文）
- 香港影庫上《奇幻同學會》的資料（繁體中文）
- 開眼電影網上《奇幻同學會》的資料（繁體中文）
- Yahoo奇摩電影上《奇幻同學會》的資料（繁體中文）
- 互联网电影数据库（IMDb）上《奇幻同學會》的资料（英文）